# St. Bonaventure Bonnies
St. Bonaventure Bonnies (Bonnies de San Buenaventura) es el nombre de los equipos deportivos de la Universidad de San Buenaventura, situada en Olean, Nueva York. Los equipos de los Bonnies participan en las competiciones universitarias organizadas por la NCAA, y forman parte de la Atlantic 10 Conference.

## Equipos
Los Bonnies tienen 14 equipos oficiales:
| - Masculino - Baloncesto - Cross - Fútbol - Tenis - Natación y Saltos de trampolín - Béisbol - Golf - Lacrosse | - Femenino - Baloncesto - Cross - Fútbol - Tenis - Natación y Saltos de trampolín - Sóftbol - Lacrosse |

## Baloncesto
El equipo del baloncesto masculino es el más popular de todos en San Buenaventura, y de los que más y mejor afición tienen. No en vano, la cadena de televisión ESPN eligió su cancha de juego como una de las 5 peores para un visitante junto a otras tan conocidas como las de Duke o Michigan. Han llegado en 5 ocasiones al torneo de la NCAA, obteniendo su mejor clasificación en 1970, de la mano de su estrella Bob Lanier, consiguiendo acceder a la Final Four. Fueron, además, campeones del NIT en 1977.
Además de Lanier, otros quince jugadores de los Bonnies han llegado a la NBA.
Mantienen una rivalidad especial con los Niagara Purple Eagles y con los Canisius Golden Griffins.